# Artland-Route
| Artland-Route     | Artland-Route |
| ----------------- | ------------- |
| Länge:            | 142 km        |
| Bundesland:       | Niedersachsen |
| Verlaufsrichtung: | Ringführung   |
| Beginn:           | Quakenbrück   |
| Ende:             | Quakenbrück   |

Die Artland-Route ist eine 142 km lange Ferienstraße im Artland in und um Quakenbrück in Niedersachsen. Der größte Teil der Artland-Route verläuft durch den Landkreis Osnabrück, ein kleiner Teil streift den Westen des Landkreises Vechta. Die Straße ist als Ringstrecke ausgelegt. An der Strecke, die durch das fruchtbare Acker- und Wiesenland der Haseniederung führt, liegen Großsteingräber aus der Jungsteinzeit, die auch Teile der „Straße der Megalithkultur“ sind.
Die Route beginnt in Quakenbrück und führt über Dinklage, Badbergen, Gehrde, Bersenbrück, Ankum, Nortrup, Kettenkamp, Eggermühlen, Fürstenau, Bippen, Berge, Menslage und Groß-Mimmelage zurück nach Quakenbrück.
Der Hauptzweck der Route besteht darin, Besucher zu historisch bedeutsamen Stätten, vor allem im Altkreis Bersenbrück zu führen. An der Strecke liegt eine Vielzahl prächtiger Fachwerkbauernhäusern, die zum „Kulturschatz Artland“ gezählt werden. Weitere Stationen sind die fachwerkhausbestückte Altstadt von Quakenbrück, das Kloster Burg Dinklage, die Schlossanlage in Fürstenau, das Stift Börstel, die Kultstätten und Opfersteine im Bippener Wald und die Windmühle Groß-Mimmelage.

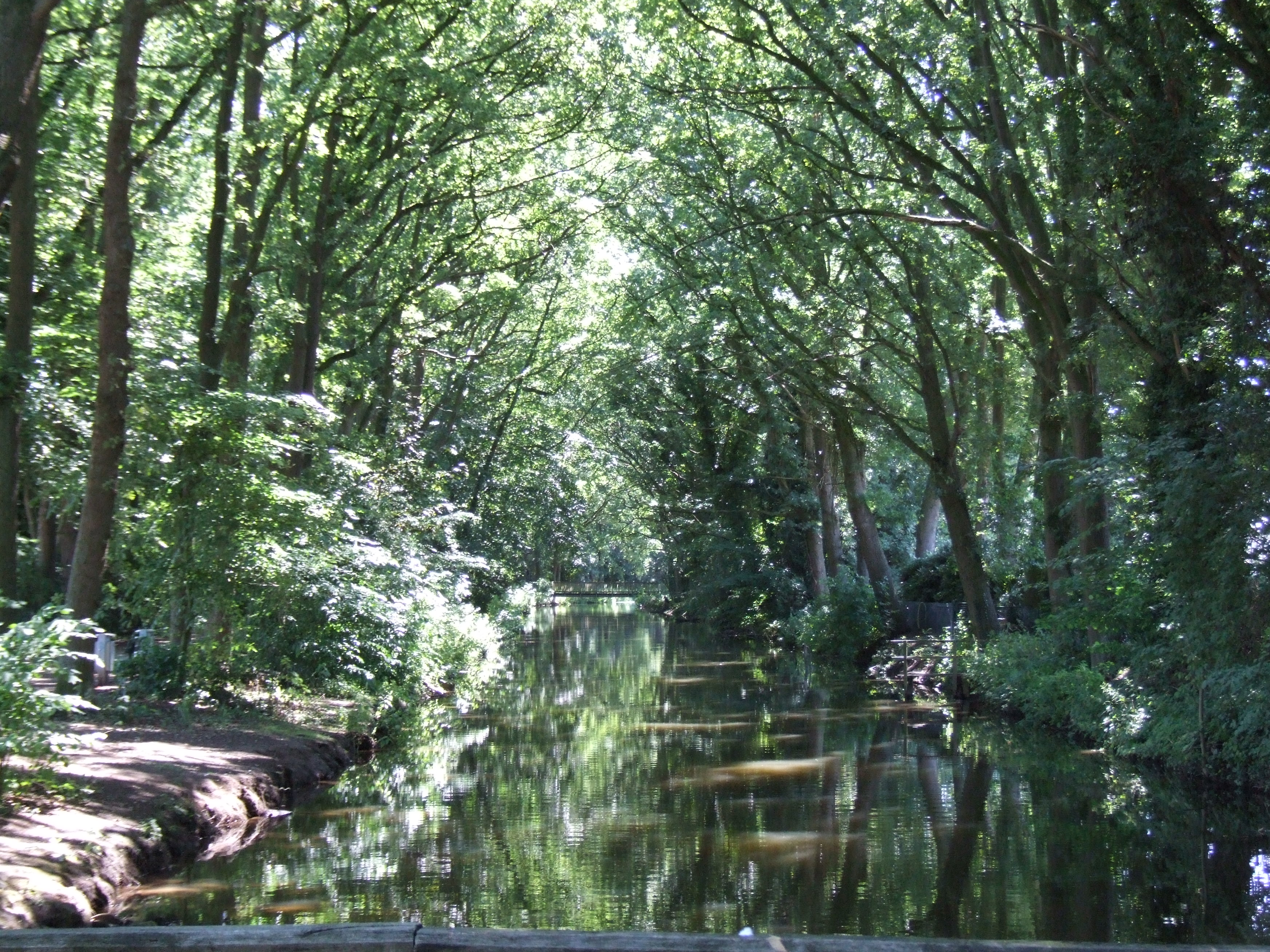
Hase in Quakenbrück
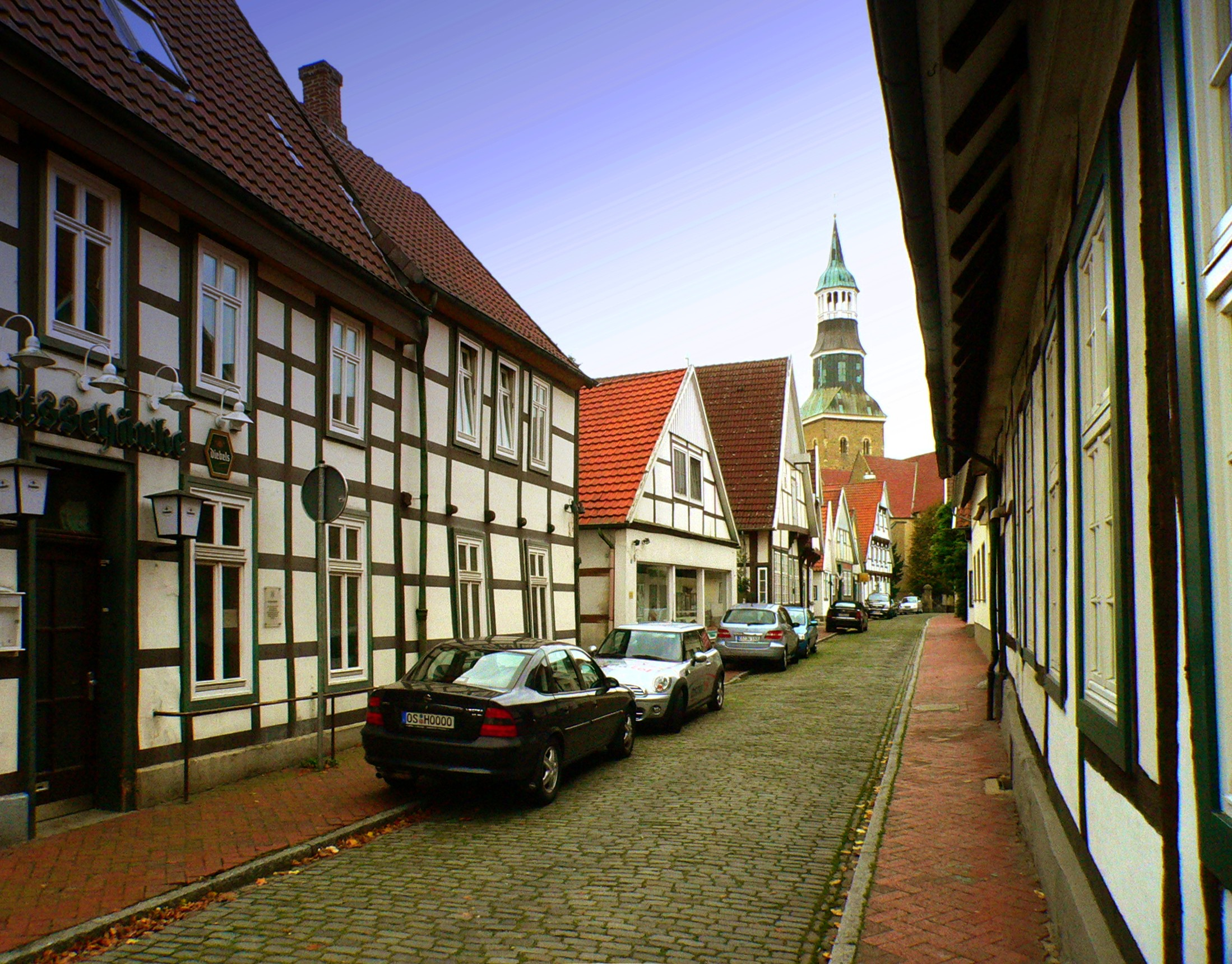
Fachwerkhäuser in der Kirchstraße Quakenbrück
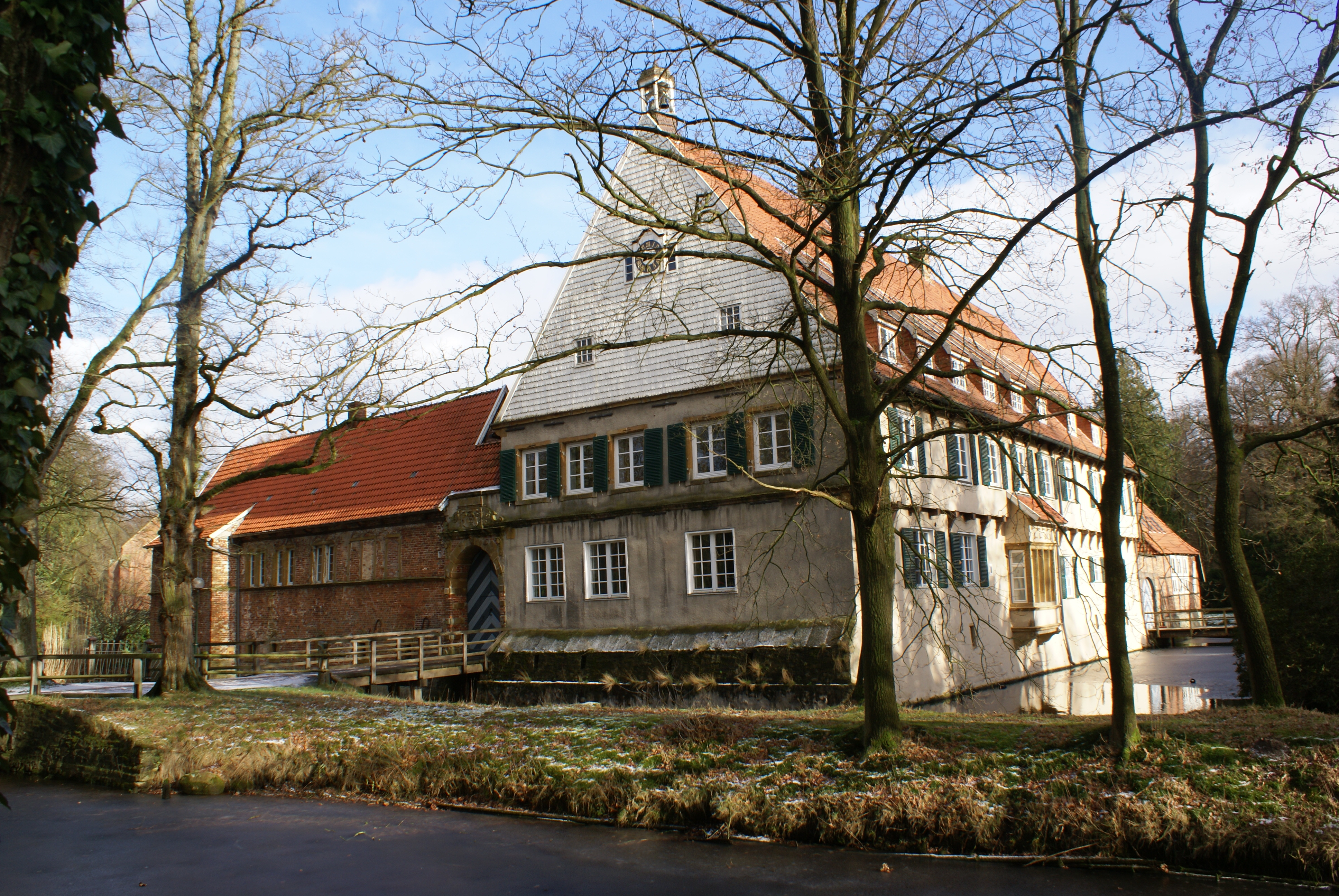
Kloster Burg Dinklage
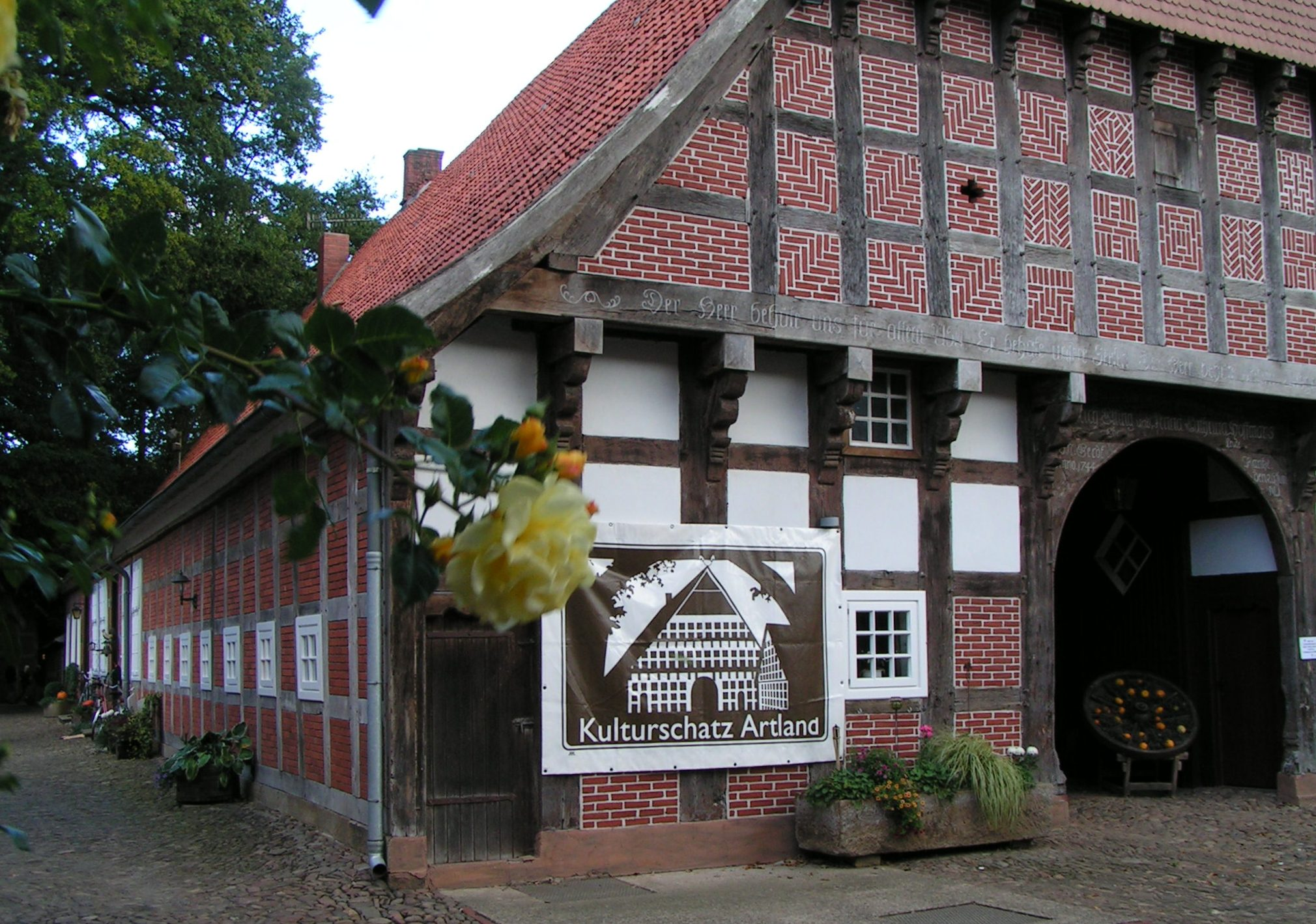
Artländer Bauernhaus in Vehs mit Werbung für den „Kulturschatz Artland“
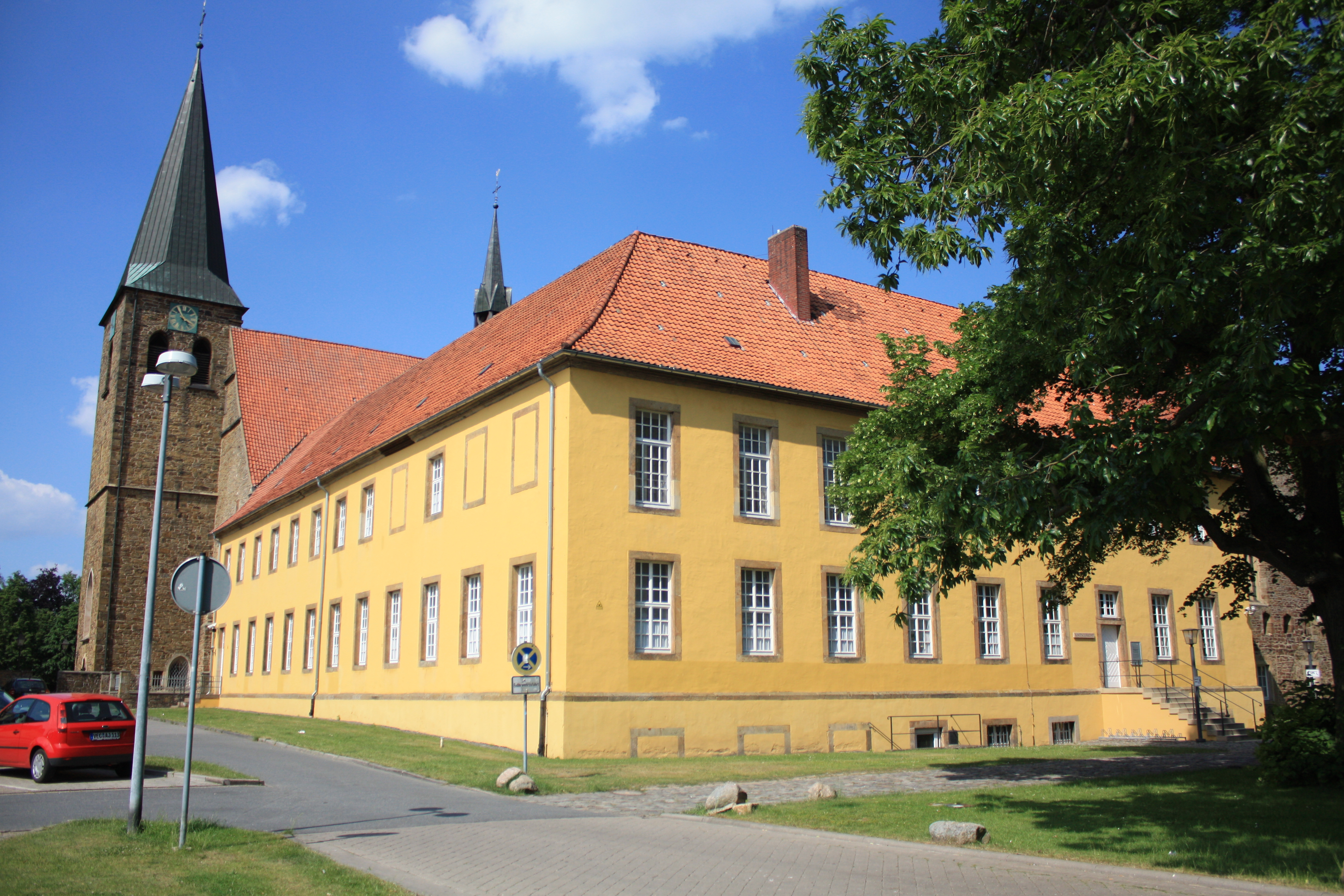
Kloster Bersenbrück
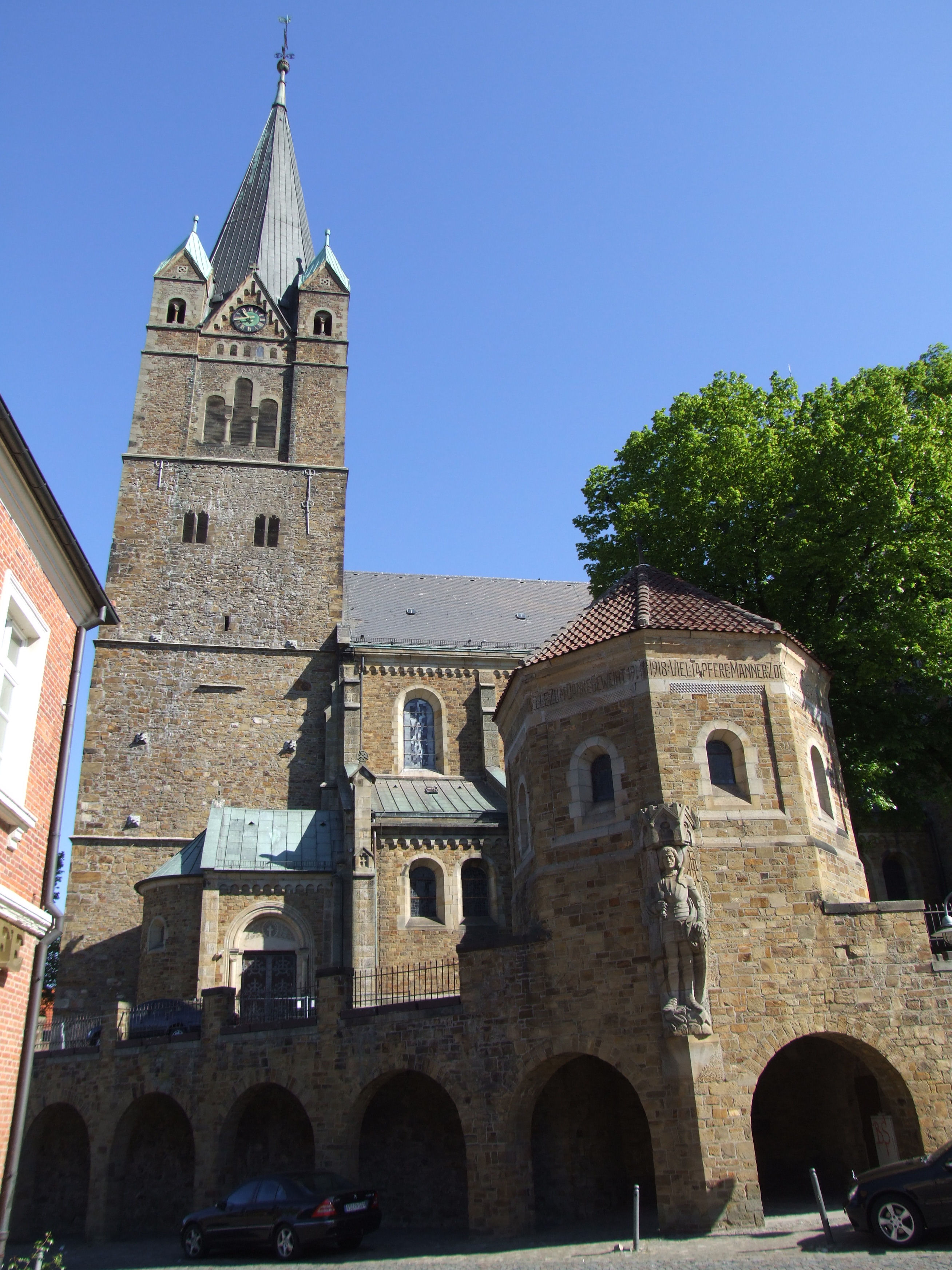
St. Nikolauskirche („Artländer Dom“) in Ankum
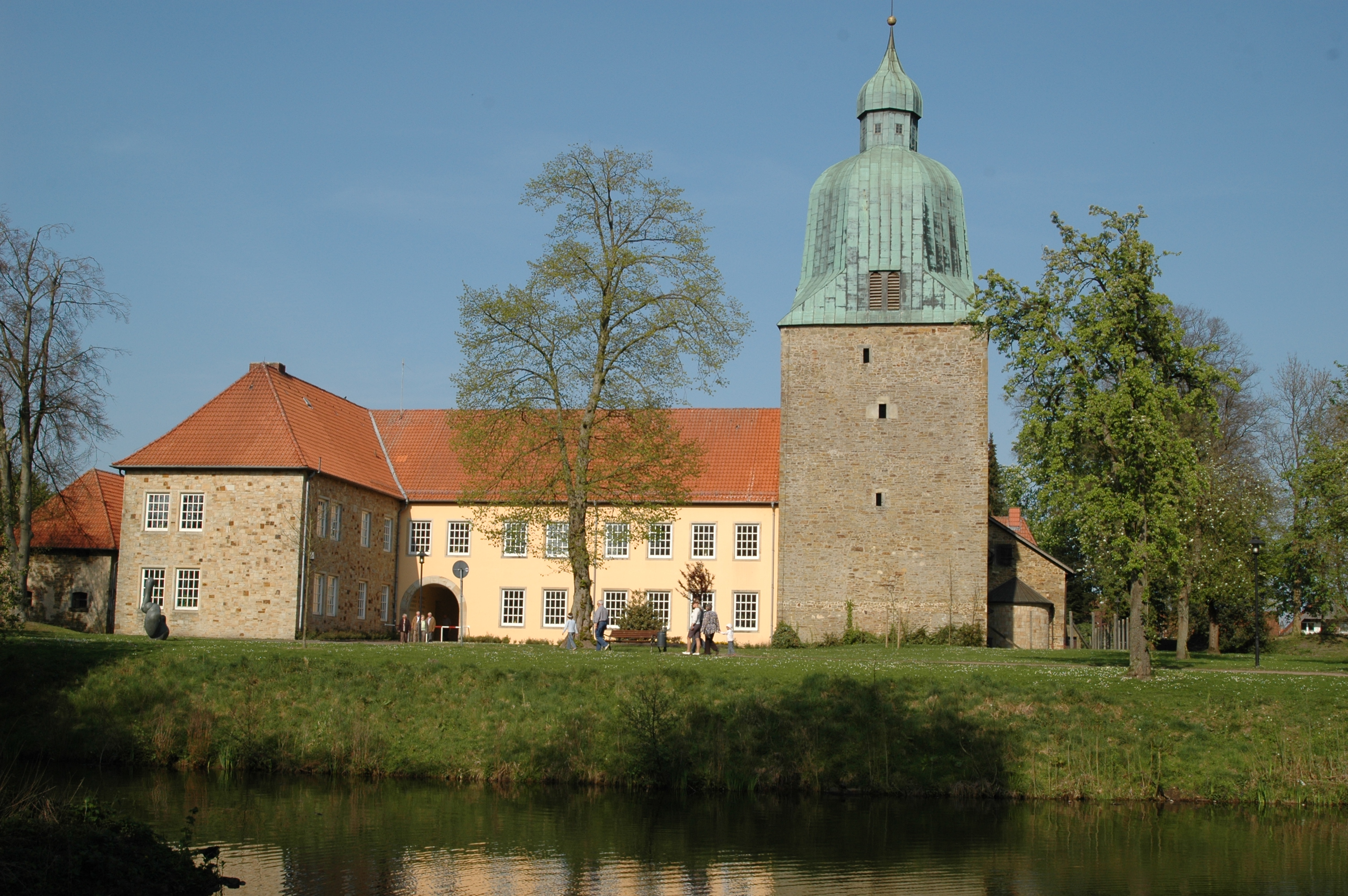
Schloss Fürstenau
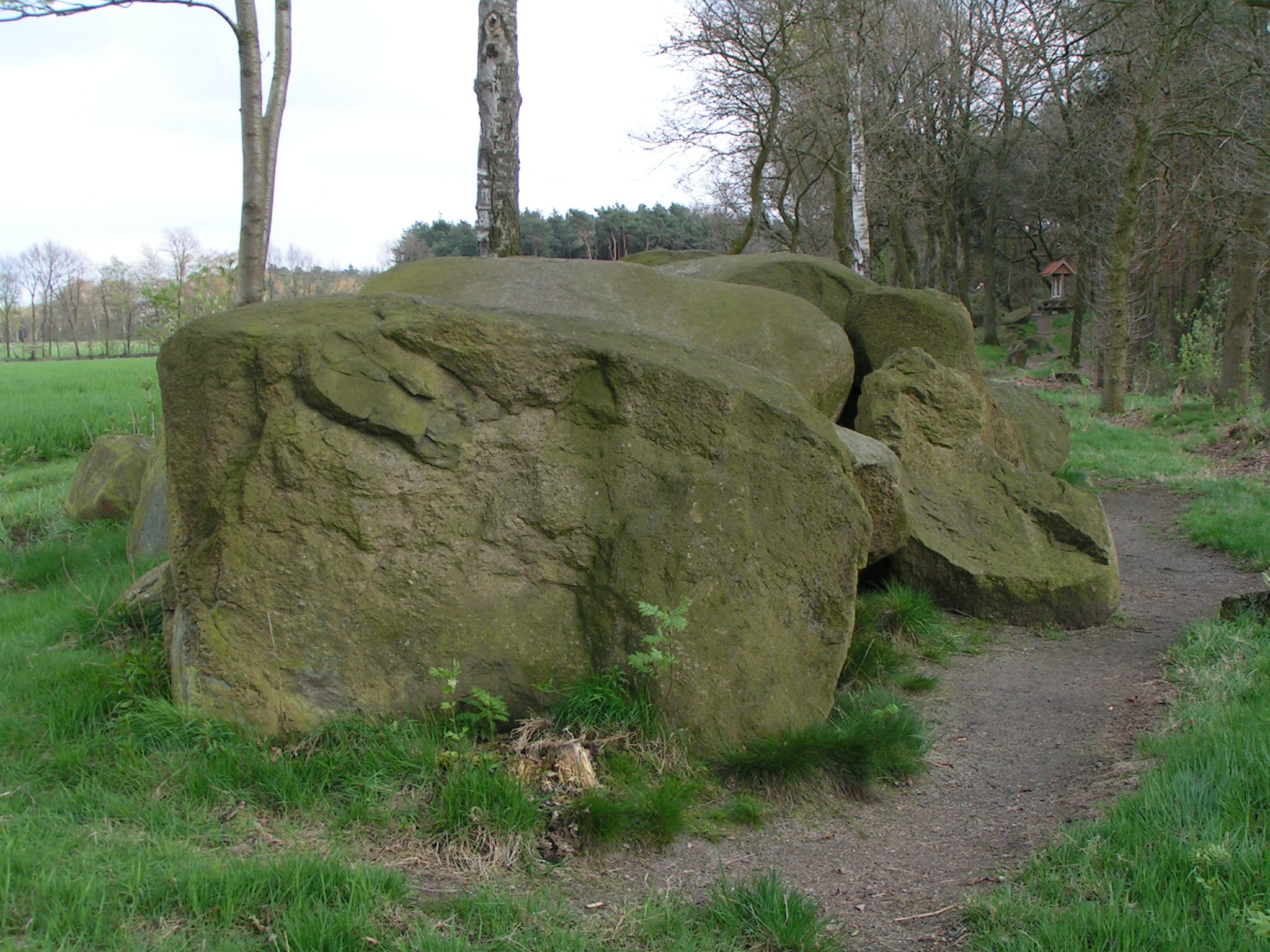
Großsteingrab Hekese
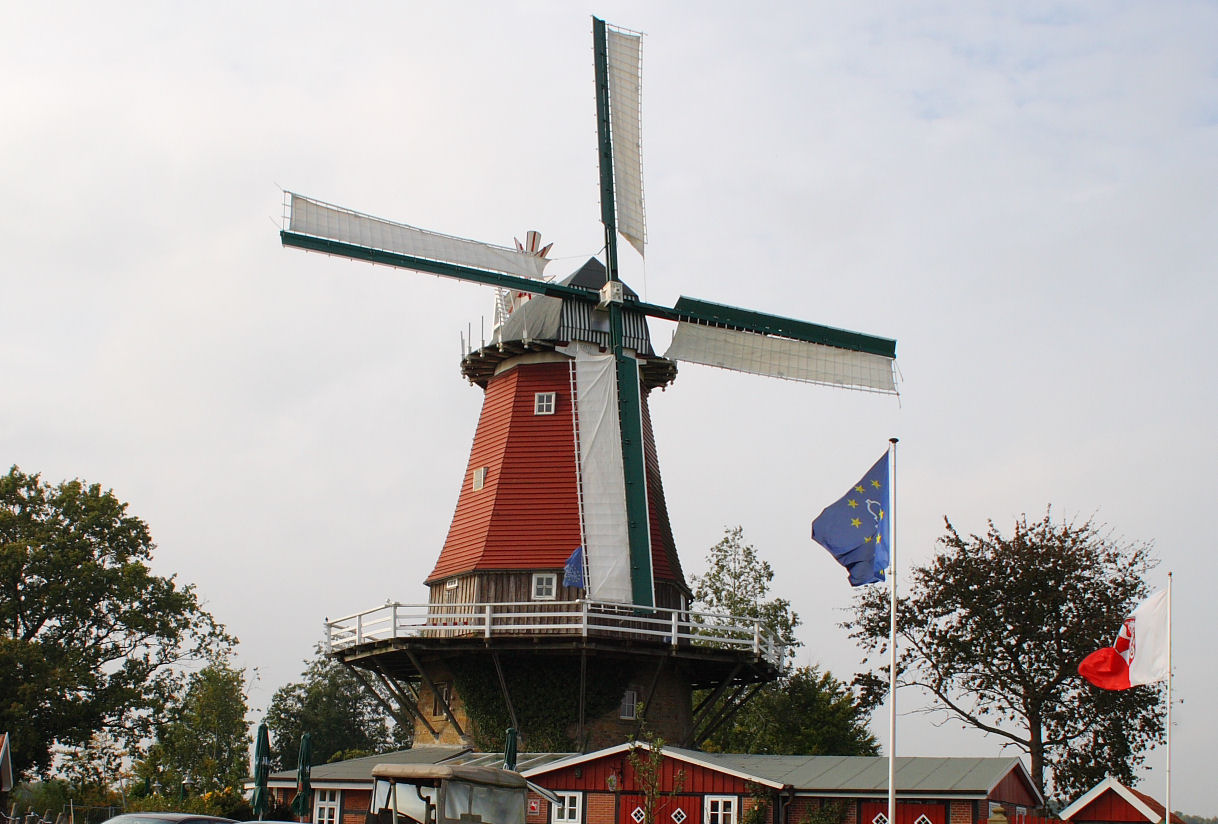
Galerieholländer-Windmühle in Groß-Mimmelage